# Due occhi e dodici mani
Due occhi e dodici mani (Do Aankhen Barah Haath) è un film del 1957 diretto e interpretato da Rajaram Vankudre Shantaram.
Il film è ispirato alla storia raccontata dallo sceneggiatore G.D. Madgulkar a V. Shantaram su un esperimento di "prigione aperta" tentato nella colonia di Swatantrapur, nello stato principesco di Aundh.
Si è aggiudicato diversi riconoscimenti, tra cui quello come miglior film ai National Film Awards e il Gran premio della giuria al Festival di Berlino 1958. Nel 2005, India Times lo ha incluso tra i 25 film più importanti di Bollywood.

## Trama
(Incipit dopo i titoli di apertura)
Il giovane secondino Adinath intende portare sulla retta via sei pericolosi prigionieri rilasciati in libertà condizionata. Si trasferisce quindi con loro in una fattoria fatiscente, riabilitandoli attraverso il duro lavoro della terra. Apparentemente i sei uomini sembrano seguirlo ma un giorno si accordano per eliminarlo. Il tentativo fallisce e, poco alla volta, tutti si pentono sinceramente dei loro errori. Adinath morirà per mano dei tirapiedi di un nemico corrotto, che non vuole competitori nel mercato redditizio che controlla.

## Riconoscimenti
- National Film Awards 1957
Miglior film
Miglior film in Hindi
- Festival internazionale del cinema di Berlino 1958
Orso d'argento, gran premio della giuria a Rajaram Vankudre Shantaram
Premio OCIC a Rajaram Vankudre Shantaram
Candidatura all'Orso d'oro a Rajaram Vankudre Shantaram
- Golden Globe 1959
Samuel Goldwyn International Award

## Colonna sonora
La colonna sonora include tre brani scritti da Bharat Vyas e Vasant Desai ed eseguiti dalla cantante indiana Lata Mangeshkar: Ae Malik Tere Bande Hum, Main Jagu Tu So Ja e Sainyya Jhutonka Bada.